# One Way Passage
One Way Passage (bra: A Única Solução; prt: O Bilhete de Ida e Volta) é um filme norte-americano de 1932, do gênero comédia dramática, dirigido por Tay Garnett e estrelado por William Powell e Kay Francis.
Melodrama lacrimoso, One Way Passage foi um grande sucesso popular
e também o melhor filme de Kay Francis em seus anos na Warner Bros..
Em 1940, o estúdio produziu uma refilmagem -- 'Til We Meet Again, estrelada por Merle Oberon e George Brent, sob o comando do diretor Edmund Goulding.

## Sinopse
Betty e Skippy, ela uma falsa condessa e ele um contumaz vigarista, estão a bordo de um transatlântico. A dupla será do Cupido que vai aproximar Dan Hardesty, procurado por homicídio, e Joan Ames, que sofre de uma doença incurável. Os dois se apaixonam, ignorantes de que as suas vidas estão prestes a extinguir-se.

## Premiações
| Patrocinador                                  | Prêmio | Categoria                | Situação |
| --------------------------------------------- | ------ | ------------------------ | -------- |
| Academia de Artes e Ciências Cinematográficas | Oscar  | Melhor História Original | Vencedor |

## Elenco
| Ator/Atriz       | Personagem   |
| ---------------- | ------------ |
| William Powell   | Dan Hardesty |
| Kay Francis      | Joan Ames    |
| Aline MacMahon   | Betty        |
| Frank McHugh     | Skippy       |
| Warren Hymer     | Steve Burke  |
| Frederick Burton | Doutor       |